# Onthophagus albarracinus
Onthophagus albarracinus là một loài bọ cánh cứng trong họ Bọ hung (Scarabaeidae).